# Elicura justa
Elicura justa är en insektsart som först beskrevs av Navás 1923.  Elicura justa ingår i släktet Elicura och familjen myrlejonsländor. Inga underarter finns listade i Catalogue of Life.